# Продуктивна дубина
Продуктивна дубина — ботанічна пам'ятка природи місцевого значення. Розташована на території Михайлівської сільської ради Гайсинського району Вінницької області (Гайсинське лісництво, кв. 52 діл. 10) поблизу с. Михайлівка. Оголошена відповідно до рішення Вінницького облвиконкому від 29.08.1984 р. № 371. Охороняється продуктивна грабова діброва штучного походження віком понад 80 років.